# Montagem paralela
A montagem paralela (também conhecida como montagem dialética ou montagem intelectual) consiste em um dos tipos de montagem usados desde os tempos do pré-cinema, a qual pretende, através da alternância entre planos de duas sequências, formar um novo significado implícito, interpretado pelo espectador.

## História
David Griffith é considerado o criador desta técnica, largamente explorada nos seus filmes com o intuito de criar suspense. Foi considerado o grande mestre da montagem paralela, conjuntamente com Sergei Eisenstein, que, por sua vez, utilizou também esta e outras técnicas de montagem, numa tentativa de melhor manipular as reacções das audiências.
No entanto, com Eisenstein, o cinema soviético, enquanto forma de propaganda, ganhou novos contornos largamente explorados pelos fundamentos de esquerda que lhe eram inerentes, sendo a sua tese sobre a montagem largamente influenciada pelas experiências no âmbito da psicologia comportamental de Pavlov, pela dialética e pelo materialismo de Marx, entre outras.
Enquanto que para Griffith, a montagem reflecte a visão dualista do mundo, visando sempre a existência de duas linhas parelelas em direcção a uma reconciliação impossível onde estas se cruzariam, Eisentein interpreta a dualidade da montagem paralela de uma outra forma, onde o resultado do choque entre planos é o ponto fulcral e não as imagens isoladas per se. Utilizando os termos originais da dialética hegeliana e da marxista, os dois primeiros planos, enquanto tese e antítese respectiva, originam uma síntese, criada individualmente na mente do espectador. Tudo isto seria aplicado mediante as características específicas de cada plano, tendo em vista adquirir impacto junto do espectador, baseado na ideia filosófica de que a existência só pode continuar se houver mudança constante e de que tudo no mundo está num estado temporário até atingir  próxima ruptura (dialética).

### Exemplos
- Intolerance de D.W. Griffith, uma das cenas finais do filme, mostra todos os capítulos de forma alternada incluindo o capítulo moderno em que o jovem acusado está sendo julgado injustamente e irá ser condenado a morte, criando uma relação em que mostra que em todos os tempos, apesar das eras diferentes que se localizam na história, no mundo contemporâneo existe a intolerância.
- Strike de Sergei Eisenstein, a cena final do ataque policial sobre os manifestantes, cortado com imagens exteriores à cena de abate de gado, cria uma relação semântica estreita entre ambas as situações, dando a crer ao espectador que os proletários estavam a ser tratados como gado.
- The Godfather de Francis Ford Coppola, a cena do baptismo do filho da irmã de Michael Corleone é alternada com uma série de assassínios ordenados pelo mesmo que ocorrem supostamente nessa mesma altura, criando um choque entre o religioso e o criminal no que toca à personalidade da personagem.
- Apocalypse Now de Francis Ford Coppola, numa das cenas finais em que o militar dissidente se prepara para ser assassinado, também aqui são mostradas imagens intercaladas da morte de um animal bovino, neste caso num sacrifício por parte dos nativos Vietnamitas.
- Tempos Modernos de Charles Chaplin, na cena inicial onde passa um rebanho de ovelhas entre as quais há uma negra, e em seguida surgem trabalhadores na estação do metrô. Os trabalhadores seriam as ovelhas brancas, e o personagem de Chaplin se revela a ovelha negra durante o filme.